# Noyant-la-Gravoyère
Noyant-la-Gravoyère és un municipi francès situat al departament de Maine i Loira i a la regió de País del Loira. L'any 2007 tenia 1.815 habitants.

## Demografia

### Població
El 2007 la població de fet de Noyant-la-Gravoyère era de 1.815 persones. Hi havia 760 famílies de les quals 240 eren unipersonals (114 homes vivint sols i 126 dones vivint soles), 244 parelles sense fills, 205 parelles amb fills i 71 famílies monoparentals amb fills.
La població ha evolucionat segons el següent gràfic:
Habitants censats

### Habitatges
El 2007 hi havia 861 habitatges, 769 eren l'habitatge principal de la família, 39 eren segones residències i 54 estaven desocupats. 832 eren cases i 29 eren apartaments. Dels 769 habitatges principals, 498 estaven ocupats pels seus propietaris, 267 estaven llogats i ocupats pels llogaters i 5 estaven cedits a títol gratuït; 1 tenia una cambra, 51 en tenien dues, 181 en tenien tres, 220 en tenien quatre i 316 en tenien cinc o més. 620 habitatges disposaven pel capbaix d'una plaça de pàrquing. A 343 habitatges hi havia un automòbil i a 297 n'hi havia dos o més.

### Piràmide de població
La piràmide de població per edats i sexe el 2009 era:
| Homes | Edats   | Dones |
| ----- | ------- | ----- |
| 0     | 95 o +  | 7     |
| 2     | 90 a 94 | 18    |
| 10    | 85 a 89 | 24    |
| 9     | 80 a 84 | 18    |
| 22    | 75 a 79 | 49    |
| 45    | 70 a 74 | 60    |
| 50    | 65 a 69 | 61    |
| 53    | 60 a 64 | 52    |
| 31    | 55 a 59 | 47    |
| 57    | 50 a 54 | 39    |
| 57    | 45 a 49 | 53    |
| 61    | 40 a 44 | 56    |
| 66    | 35 a 39 | 73    |
| 61    | 30 a 34 | 51    |
| 49    | 25 a 29 | 39    |
| 50    | 20 a 24 | 47    |
| 64    | 15 a 19 | 62    |
| 75    | 10 a 14 | 63    |
| 59    | 5 a 9   | 49    |
| 37    | 0 a 4   | 35    |

## Economia
El 2007 la població en edat de treballar era de 1.118 persones, 807 eren actives i 311 eren inactives. De les 807 persones actives 728 estaven ocupades (396 homes i 332 dones) i 78 estaven aturades (38 homes i 40 dones). De les 311 persones inactives 134 estaven jubilades, 87 estaven estudiant i 90 estaven classificades com a «altres inactius».

### Ingressos
El 2009 a Noyant-la-Gravoyère hi havia 782 unitats fiscals que integraven 1.846,5 persones, la mediana anual d'ingressos fiscals per persona era de 14.927 €.

### Activitats econòmiques
Dels 57  establiments que hi havia el 2007, 2 eren d'empreses extractives, 1 d'una empresa alimentària, 2 d'empreses de fabricació de material elèctric, 1 d'una empresa de fabricació d'altres productes industrials, 10 d'empreses de construcció, 8 d'empreses de comerç i reparació d'automòbils, 5 d'empreses de transport, 6 d'empreses d'hostatgeria i restauració, 1 d'una empresa d'informació i comunicació, 1 d'una empresa financera, 2 d'empreses immobiliàries, 2 d'empreses de serveis, 8 d'entitats de l'administració pública i 8 d'empreses classificades com a «altres activitats de serveis».
Dels 17 establiments de servei als particulars que hi havia el 2009, 1 era una oficina de correu, 1 una oficina bancària, 1 taller de reparació d'automòbils i de material agrícola, 1 paleta, 2 guixaires pintors, 3 fusteries, 3 lampisteries, 2 perruqueries i 3 restaurants.
Dels 3 establiments comercials que hi havia el 2009, 1 era un supermercat, 1 una fleca i 1 una botiga d'equipament de la llar.
L'any 2000 a Noyant-la-Gravoyère hi havia 15 explotacions agrícoles que ocupaven un total de 315 hectàrees.

## Equipaments sanitaris i escolars
L'únic equipament sanitari que hi havia el 2009 era una farmàcia.
El 2009 hi havia 2 escoles elementals.

## Poblacions més properes
El següent diagrama mostra les poblacions més properes.